# Gustavo Kuerten
Gustavo Kuerten (Florianópolis, 10 september 1976) is een voormalig tennisser uit Brazilië. De familie van Kuerten komt oorspronkelijk uit Duitsland. Zijn grootste successen boekte hij op gravel. Hij won grandslamtoernooi Roland Garros driemaal: in 1997, 2000 en 2001. Daarnaast won hij vier Masters series titels op gravel. Op hardcourt won hij onder andere de Tennis Masters Cup (indoor), in 2000. Hij eindigde daardoor dat jaar als nummer 1 van de wereld. In totaal was hij 43 weken het nummer één op de ATP-wereldranglijst.

## Loopbaan
Guga trad in 1995 toe tot de rijen der professionals. De 1 meter 90 lange Kuerten is rechtshandig; zijn beste wapen was de backhand. Bij zijn verrassende zegetocht in 1997 op het gravel van Roland Garros ontdeed hij zich achtereenvolgens van Ctislav Doseděl, Jonas Björkman, oud-kampioen Thomas Muster, Andrej Medvedev, titelverdediger Jevgeni Kafelnikov, Filip Dewulf en Sergi Bruguera. "Ik weet niet eens hoe ik een fles champagne moet ontkurken", zei hij na de huldiging in gebroken Engels. Kuerten was de eerste Braziliaan die de finale van een grandslamtoernooi bereikte.
Kuerten werd in 2002 door het Amerikaanse persbureau Associated Press uitgeroepen tot Latijns-Amerikaans 'atleet van het jaar'. Op 15 januari 2008 kondigde Kuerten het einde van zijn loopbaan aan, omdat hij al enkele jaren voortdurend werd geteisterd door blessures.
Kuerten maakte zich op Roland Garros snel populair bij het Franse publiek door zijn flamboyante spel, kledingstijl en bovenal zijn enorme vechtlust. De liefde was wederzijds, wat hij meerdere malen toonde. Bijvoorbeeld in 2001, na een zwaarbevochten zege op de Amerikaan Michael Russell in de vierde ronde, door het 'tekenen' van een hart in het gravel met zijn racket en daarin te gaan liggen.
In 2012 werd hij opgenomen in de internationale Tennis Hall of Fame.

## Resultaten grandslamtoernooien
| Legenda | Legenda                          |
| ------- | -------------------------------- |
| g.t.    | geen toernooi gehouden           |
| l.c.    | lagere categorie                 |
| –       | niet deelgenomen                 |
| G       | uitgeschakeld in de groepsfase   |
| 1R      | uitgeschakeld in de eerste ronde |
| 2R      | uitgeschakeld in de tweede ronde |
| 3R      | uitgeschakeld in de derde ronde  |
| 4R      | uitgeschakeld in de vierde ronde |
| KF      | uitgeschakeld in de kwartfinale  |
| HF      | uitgeschakeld in de halve finale |
| F       | de finale verloren               |
| W       | het toernooi gewonnen            |
| w-v     | winst/verlies-balans             |

### Enkelspel
| Toernooi        | 1996 | 1997 | 1998 | 1999 | 2000 | 2001 | 2002 | 2003 | 2004 | 2005 |    | 2008 |
| --------------- | ---- | ---- | ---- | ---- | ---- | ---- | ---- | ---- | ---- | ---- | -- | ---- |
| Australian Open | –    | 2R   | 2R   | 2R   | 1R   | 2R   | 1R   | 2R   | 3R   | –    | –  |      |
| Roland Garros   | 1R   | W    | 2R   | KF   | W    | W    | 4R   | 4R   | KF   | 1R   | 1R |      |
| Wimbledon       | –    | 1R   | 1R   | KF   | 3R   | –    | –    | 2R   | –    | –    | –  |      |
| US Open         | –    | 3R   | 2R   | KF   | 1R   | KF   | 4R   | 1R   | 1R   | 2R   | –  |      |

### Mannendubbelspel
| Australian Open | 1R | 2R | KF | –  | 1R | –  | –  | –  | –  |
| Roland Garros   | 2R | KF | 2R | –  | –  | –  | –  | –  | 1R |
| Wimbledon       | –  | –  | 1R | 1R | –  | –  | –  | –  | –  |
| US Open         | 1R | –  | –  | –  | –  | 1R | 1R | 1R | –  |

## Palmares
| Legenda                       |
| ----------------------------- |
| Grand Slam                    |
| Olympische Spelen             |
| Tennis Masters Cup            |
| ATP Masters Series            |
| ATP International Series Gold |
| ATP International Series      |

### Enkelspel
| Nr.              | Datum             | Toernooi            | Ondergrond    | Tegenstander in finale | Score                       |         |
| ---------------- | ----------------- | ------------------- | ------------- | ---------------------- | --------------------------- | ------- |
| gewonnen finales |                   |                     |               |                        |                             |         |
| 1.               | 8 juni 1997       | Roland Garros       | Gravel        | Sergi Bruguera         | 6-3, 6-4, 6-2               | details |
| 2.               | 26 juli 1998      | ATP Stuttgart       | Gravel        | Karol Kučera           | 4–6, 6–2, 6–4               | details |
| 3.               | 4 oktober 1998    | ATP Mallorca        | Gravel        | Carlos Moyá            | 6-7(5), 6-2, 6-3            | details |
| 4.               | 25 april 1999     | ATP Monte Carlo     | Gravel        | Marcelo Ríos           | 6–4, 2–1, opgave            | details |
| 5.               | 16 mei 1999       | ATP Rome            | Gravel        | Patrick Rafter         | 6–4, 7–5, 7–6(6)            | details |
| 6.               | 5 maart 2000      | ATP Santiago        | Gravel        | Mariano Puerta         | 7–6(3), 6–3                 | details |
| 7.               | 21 mei 2000       | ATP Hamburg         | Gravel        | Marat Safin            | 6-4, 5-7, 6-4, 5-7, 7-6(3)  | details |
| 8.               | 11 juni 2000      | Roland Garros       | Gravel        | Magnus Norman          | 6–2, 6–3, 2–6, 7-6(6)       | details |
| 9.               | 20 augustus 2000  | ATP Indianapolis    | Hardcourt     | Marat Safin            | 3–6, 7–6(2), 7–6(2)         | details |
| 10.              | 3 december 2000   | Tennis Masters Cup  | Hardcourt (i) | Andre Agassi           | 6–4, 6–4, 6–4               | details |
| 11.              | 25 februari 2001  | ATP Buenos Aires    | Gravel        | José Acasuso           | 6–1, 6–3                    | details |
| 12.              | 4 maart 2001      | ATP Acapulco        | Gravel        | Galo Blanco            | 6–4, 6–2                    | details |
| 13.              | 22 april 2001     | ATP Monte Carlo     | Gravel        | Hicham Arazi           | 6–3, 6–2, 6–4               | details |
| 14.              | 10 juni 2001      | Roland Garros       | Gravel        | Àlex Corretja          | 6–7(0), 7–5, 6–2, 6–0       | details |
| 15.              | 22 juli 2001      | ATP Stuttgart       | Gravel        | Guillermo Cañas        | 6–3, 6–2, 6–4               | details |
| 16.              | 12 augustus 2001  | ATP Cincinnati      | Hardcourt     | Patrick Rafter         | 6–1, 6–3                    | details |
| 17.              | 15 september 2002 | ATP Costa do Sauípe | Hardcourt     | Guillermo Coria        | 6–7(4), 7–5, 7–6(2)         | details |
| 18.              | 12 januari 2003   | ATP Auckland        | Hardcourt     | Dominik Hrbatý         | 6–3, 7–5                    | details |
| 19.              | 26 oktober 2003   | ATP St. Petersburg  | Hardcourt (i) | Sargis Sargsian        | 6–4, 6–3                    | details |
| 20.              | 29 februari 2004  | ATP Costa do Sauípe | Gravel        | Agustín Calleri        | 3–6, 6–2, 6–3               | details |
| verloren finales |                   |                     |               |                        |                             |         |
| 1.               | 15 juni 1997      | ATP Bologna         | Gravel        | Félix Mantilla         | 6–4, 2–6, 1–6               | details |
| 2.               | 3 augustus 1997   | ATP Montréal        | Hardcourt     | Chris Woodruff         | 5–7, 6–4, 3–6               | details |
| 3.               | 2 april 2000      | ATP Miami           | Hardcourt     | Pete Sampras           | 1–6, 7–6(2), 6–7(5), 6–7(8) | details |
| 4.               | 14 mei 2000       | ATP Rome            | Gravel        | Magnus Norman          | 3–6, 6–4, 4–6, 4–6          | details |
| 5.               | 13 mei 2001       | ATP Rome            | Gravel        | Juan Carlos Ferrero    | 6–3, 1–6, 6–2, 4–6, 2–6     | details |
| 6.               | 19 augustus 2001  | ATP Indianapolis    | Hardcourt     | Patrick Rafter         | 2–4, opgave                 | details |
| 7.               | 13 oktober 2002   | ATP Lyon            | Tapijt (i)    | Paul-Henri Mathieu     | 6–4, 3–6, 1–6               | details |
| 8.               | 16 maart 2003     | ATP Indian Wells    | Hardcourt     | Lleyton Hewitt         | 1–6, 1–6                    | details |
| 9.               | 15 februari 2004  | ATP Viña del Mar    | Gravel        | Fernando González      | 5–7, 4–6                    | details |

### Mannendubbelspel
| Nr.              | Datum             | Toernooi            | Ondergrond | Partner           | Tegenstanders in finale          | Score       |         |
| ---------------- | ----------------- | ------------------- | ---------- | ----------------- | -------------------------------- | ----------- | ------- |
| gewonnen finales |                   |                     |            |                   |                                  |             |         |
| 1.               | 10 november 1996  | ATP Santiago        | Gravel     | Fernando Meligeni | Dinu Pescariu Albert Portas      | 6–4, 6–2    | details |
| 2.               | 13 april 1997     | ATP Estoril         | Gravel     | Fernando Meligeni | Andrea Gaudenzi Filippo Messori  | 6–2, 6–2    | details |
| 3.               | 15 juni 1997      | ATP Bologna         | Gravel     | Fernando Meligeni | Dave Randall Jack Waite          | 6–2, 7–5    | details |
| 4.               | 20 juli 1997      | ATP Stuttgart       | Gravel     | Fernando Meligeni | Donald Johnson Francisco Montana | 6–4, 6–4    | details |
| 5.               | 12 juli 1998      | ATP Gstaad          | Gravel     | Fernando Meligeni | Daniel Orsanic Cyril Suk         | 6–4, 7–5    | details |
| 6.               | 10 januari 1999   | ATP Adelaide        | Hardcourt  | Nicolás Lapentti  | Jim Courier Patrick Galbraith    | 6–4, 6–4    | details |
| 7.               | 5 maart 2000      | ATP Santiago        | Gravel     | Antônio Prieto    | Lan Bale Piet Norval             | 6–2, 6–4    | details |
| 8.               | 4 maart 2001      | ATP Acapulco        | Gravel     | Donald Johnson    | David Adams Martín García        | 6–3, 7–6(5) | details |
| verloren finales |                   |                     |            |                   |                                  |             |         |
| 1.               | 15 september 2002 | ATP Costa do Sauípe | Hardcourt  | André Sá          | Scott Humphries Mark Merklein    | 3–6, 6–7(1) | details |
| 2.               | 3 november 2002   | ATP Parijs          | Tapijt (i) | Cédric Pioline    | Nicolas Escudé Fabrice Santoro   | 3–6, 6–7(6) | details |